# Ciudad Valles
Ciudad Valles est une ville de l'État mexicain de San Luis Potosí. C'est la deuxième plus grande ville de l'État.

## Histoire
La ville est située dans une zone qui était à l'origine habitée par le peuple Tenek , également connu sous le nom de Huaxtèques. Elle a été fondée en 1533 par le conquérant Nuño Beltrán de Guzmán sous le nom de Santiago de los Valles Oxitipa .

## Localisation et climat
La ville de Ciudad Valles est située dans la région côtière de la Huasteca à une altitude moyenne d'environ 125 m et se trouve à environ 255 km à l'ouest de la ville de San Luis Potosí , la capitale de l'État ; la ville de Tampico, située sur la côte du golfe du Mexique, se trouve à environ 140 km à l'est. Le climat est tropical, humide à chaud ; La pluie (environ 1 200 mm/an) tombe principalement pendant les mois d'été.

## Démographie
| Année      | 2000    | 2010    | 2020     |
| Population | 105.721 | 124.644 | 136.351. |

La population de la ville, majoritairement d'origine indienne, a augmenté au cours des dernières décennies en raison de l'immigration.

## Économie
L'importance économique de Ciudad Valles au cours des siècles passés était due à sa situation géographique entre la ville minière d'argent de San Luis Potosí et la ville portuaire de Tampico. Les principales activités économiques de la ville sont la culture et la transformation du sucre de canne , pour la culture de laquelle la zone a été fortement défrichée. Le deuxième secteur économique est le tourisme, grâce à la nature encore boisée de la région de Huasteca avec ses rivières, ses cascades et les activités associées.

## Caractéristiques touristiques
- Il reste encore quelques bâtiments de la période coloniale dans le centre-ville, dont l' église Santiago Apóstol .
- Le Musée régional de Huasteca présente des découvertes archéologiques de la région.
- Le Centre Culturel Tamuantzán s'intéresse principalement à la culture des Huastèques .

## Évêché
- Diocèse de Ciudad Valles
- Cathédrale de Ciudad Valles